# Ferran Pedret i Santos
Ferran Pedret i Santos (Barcelona, 18 d'agost de 1979) és un advocat, escriptor i polític català del Partit dels Socialistes de Catalunya (PSC), diputat al Parlament de Catalunya en la desena, onzena i dotzena legislatures i és l'actual president del Grup Parlamentari Socialistes-Units per Avançar.

## Biografia
Nascut el 18 d'agost de 1979 a Barcelona, és fill dels també polítics i diputats socialistes Jordi Pedret, diputat al Congrés durant vint-i-un anys i Lídia Santos, diputada al Parlament de Catalunya durant set anys.
El 2002 es llicencià en dret a la Universitat Autònoma de Barcelona. Posteriorment ha obtingut un postgrau en estrangeria per la Universitat de Barcelona. Ha exercit com a advocat per compte propi i ha treballat com a secretari de l'Ajuntament de Cervelló i com a tècnic de l'administració en el de Sant Sadurní d'Anoia. És membre d'Acsur-Las Segovias i d'Amnistia Internacional.
Militant de la Joventut Socialista de Catalunya des de 1993, en fou primer secretari de Barcelona el 1997-2004. També ha estat membre de l'Associació de Joves Estudiants de Catalunya, d'Avalot-Joves de la UGT de Catalunya, i de la UGT de Catalunya. Alhora milita al PSC-PSOE, del que en fou secretari d'organització de la Secció de l'Eixample de 2004 a 2012, primer secretari de la secció de Barcelona des de 2014 i secretari de moviments socials del PSC des de 2012.
Fou elegit diputat a les eleccions al Parlament de Catalunya de 2012. Ha estat portaveu del Grup Parlamentari Socialista en la Comissió d'Interior i en la Comissió de Justícia i Drets Humans. Va ser el número 3 de les llistes del PSC per Barcelona a les eleccions al Parlament de Catalunya de 2015.
A les eleccions al Parlament de Catalunya de 2017 fou reescollit diputat.

## Obres
- Quan succeeix l'inesperat: el 15M i l'esquerra (Barcelona: Edicions Els Llums, 2011)
- Nosaltres, els federalistes. Catalunya a la cruïlla (Barcelona: Edicions Els Llums, 2012).